# さくま良子
さくま 良子（さくま よしこ、1964年11月20日 - ）は、日本の漫画家。女性。血液型AB型。

## 経歴
専門学校へ通う傍ら、デザイン会社の研修を受ける。その研修で学年誌の「読者ページ」の構成・カットを担当したのがきっかけで、入社してからもカットや付録の別冊漫画を描き、その後本格的に本誌への漫画連載を始める。
1992年9月から星のカービィシリーズのコミカライズ作品である『星のカービィ』の連載を開始。2009年まで小学館の学年別学習雑誌各誌に掲載される長期作品となった。同作品は本人曰く「自分のライフワークみたいな作品」とのこと。小学館から発売されたカービィシリーズの公式ガイドブックの付録漫画として掲載されることも多かった。
その他の主な作品に『あっぱれ!はなちゃん』、『まにゅ』、『ポニャと神ちゃま』（ぷっちぐみ）などがある。
2012年に発売された『星のカービィ』の実質的な最終巻「ぷぷぷスペシャルコレクション」以後は表立った活動が見られなかったが、2018年11月にさくまによる「カービィカフェ」のルポ記事がウェブサイト「小学館キッズパーク」に掲載された。2021年9月から『星のカービィファン』で新作漫画を描いたのち、2022年8月より、『星のカービィ プププなまいにち』に改題の上、『ぷっちぐみ』で連載を再開している。

## 作品リスト

### 著者名義の出版作品
- 星のカービィ （てんとう虫コミックススペシャル、全12巻）
- 星のカービィ ぷぷぷスペシャルコレクション（てんとう虫コミックス、ISBN 9784091415141）
- 星のカービィ おしゃべりCDコミック （ワンダーライフスペシャル、ISBN 9784091024893）
- カービィの夢うらない （キッズ・ポケット・ブックス、ISBN 4092800126）
- 星のカービィおあそびブック （小学館ワンダーランドブックス、ISBN 4092532830）
- 星のカービィ プププゲームランド （小学館ワンダーランドブックス、ISBN 409253289X）
- 星のカービィ 春のまき （小学館のテレビ絵本、ISBN 409115431X）
- 星のカービィ 夏のまき （小学館のテレビ絵本、ISBN 4091154328）
- 星のカービィ 秋のまき （小学館のテレビ絵本、ISBN 4091154328）
- 星のカービィ 冬のまき （小学館のテレビ絵本、ISBN 4091154328）
- 星のカービィ カラーデラックス （てんとう虫コミックススペシャル、ISBN 4091492703）
- ぴっかぴかコミックス 星のカービィ （ぴっかぴかコミックス、全4巻）

### 漫画が収録されている書籍
- 任天堂公式ガイドブック 星のカービィ2 （ワンダーライフスペシャル、ISBN 4091025080）
- 任天堂公式ガイドブック 星のカービィ スーパーデラックス （ワンダーライフスペシャル、ISBN 4091025390）
- 任天堂公式ガイドブック カービィのきらきらきっず （ワンダーライフスペシャル、ISBN 4091025765）
- 任天堂公式ガイドブック 星のカービィ3 （ワンダーライフスペシャル、ISBN 4091026346）
- 星のカービィ 全百科 （コロタン文庫、ISBN 4092811284）
- 星のカービィ キャラクター全百科 （コロタン文庫、ISBN 4092811667）